# البيزون (حيوان)
 حيوان البيزون  هو حيوان أسطوري على شكل جسم حيوان ووجه بشري ذو لحية وقرون يظهر في نقوش الميثولوجيا السومرية.